# Motorola MC14500B

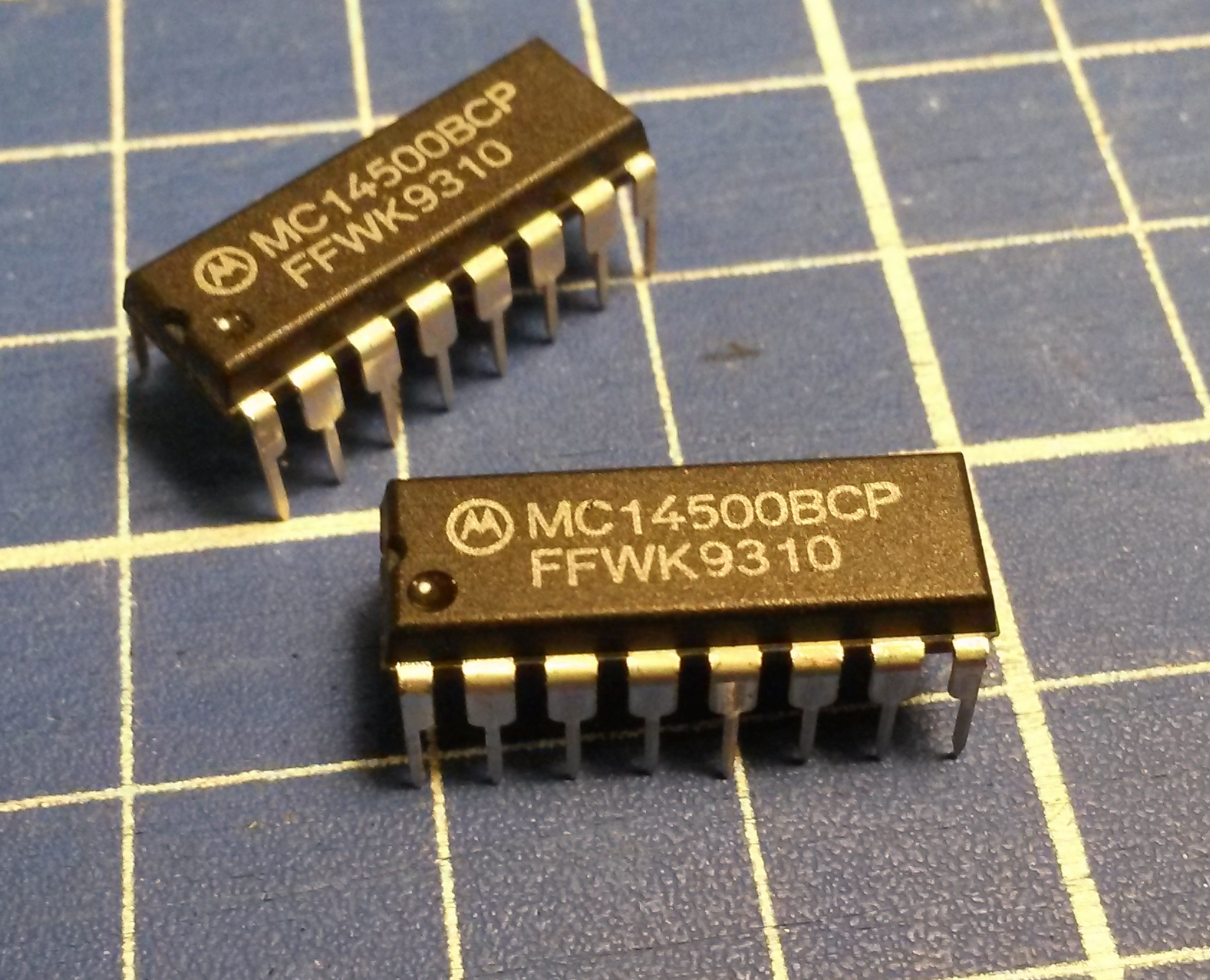
Motorola MC14500B

A Unidade de Controle Industrial (ICU) Motorola MC14500B é um microprocessador CMOS de 1 bit, projetado para aplicações de controle simples. É particularmente adequado para implementações da linguagem Ladder e desta forma pode ser usado em substituição de sistemas de relé e controladores lógicos programáveis. A unidade MC14500B não inclui um contador de programa, logo, o tamanho da memória suportada é dependente da implementação deste registrador. A arquitetura da ICU é semelhante ao do computador DEC PDP-14.